# アルフェデーナ
アルフェデーナ（イタリア語: Alfedena）は、イタリア共和国アブルッツォ州ラクイラ県にある、人口約800人の基礎自治体（コムーネ）。

## 地理

### 位置・広がり

#### 隣接コムーネ
隣接するコムーネは以下の通り。括弧内のISはイゼルニア県、FRはフロジノーネ県（ラツィオ州）所属を示す。
- バッレーア
- モンテネーロ・ヴァル・コッキアーラ (IS)
- ピチニスコ (FR)
- ピッツォーネ (IS)
- スコントローネ